# あなたのすべて (オフコースの曲)
「あなたのすべて / 海を見つめて」（あなたのすべて うみをみつめて）は、1978年7月20日に発売されたオフコース通算14枚目のシングル。

## 解説
「あなたのすべて」は、アルバム『FAIRWAY』の先行シングル曲で、アルバム収録曲と同内容。プロデューサーの武藤敏史は後に、以下のように振り返っている。
この曲は後に小田がシングル「こんな日だったね」のカップリングとしてセルフ・カヴァーし、アルバム『LOOKING BACK 2』にも収録された。
「海を見つめて」は本作にのみ収録された、『FAIRWAY』制作時のレコーディング曲。

## パッケージ、アートワーク
2か月前にリリースされたベスト・アルバム『SELECTION 1973-78』では添付の歌詞カードで小田、鈴木と共に写真に写っていた清水仁、大間ジロー、松尾一彦が、本作では初めてジャケットにも登場した（ジャケットには小田と鈴木が2人で写っている写真がメインで、ジャケット下段の白抜きの所にグループ名、楽曲名と共に5人での写真が写っている）。
小田と鈴木二人の写真は、神奈川県横浜市中区のレストラン&カフェ“山手十番館”にて撮影された。

## 収録曲

### SIDE A
1. あなたのすべて   ANATA NO SUBETE  –  (3'51")
作詩[注釈 5] · 作曲：小田和正、編曲：オフコース

### SIDE B
1. 海を見つめて   UMI O MITSUMETE  –  (4'08")
  - 作詩[注釈 5] · 作曲：鈴木康博、編曲：オフコース
  - アルバム未収録曲

## スタッフ
- プロデュース：武藤敏史、小田和正、鈴木康博

## リリース日一覧
| 地域 | タイトル                      | リリース日    | レーベル                        | 規格               | カタログ番号 | 備考 |
| ---- | ----------------------------- | ------------- | ------------------------------- | ------------------ | ------------ | --- |
| 日本 | あなたのすべて / 海を見つめて | 1978年7月20日 | EXPRESS ⁄ TOSHIBA EMI           | 7"シングルレコード | ETP-10444    | 「海を見つめて」はオリジナル・アルバム未収録。 |
| 日本 | あなたのすべて / 海を見つめて | 2020年6月3日  | USM JAPAN ⁄ UNIVERSAL MUSIC LLC | CD                 | UPCX-4235    | デビュー・シングル『群衆の中で / 陽はまた昇る』からラスト・シングル『夏の別れ / 逢いたい』までを収録した全36枚組CD BOX『コンプリート・シングル・コレクションCD BOX』(UPCY-9918)の中の1タイトル。発表当時のアナログ7インチ・シングルのアートワークを再現した12cm紙ジャケット仕様CD。 |